# Reichlingia annae
Reichlingia annae là một loài nhện trong họ Barychelidae. Loài này phân bố ở Belize.